# Minister za področje odnosov med Republiko Slovenijo in avtohtono slovensko narodno skupnostjo v sosednjih državah ter med Republiko Slovenijo in Slovenci po svetu
Minister pristojen za področje odnosov med RS in avtohtono slovensko narodno skupnostjo v sosednjih državah ter med RS in Slovenci po svetu je minister brez listnice in član Vlade Republike Slovenije, pristojen za odnose Republike Slovenije s Slovenci v zamejstvu in po svetu. Je vodja Urada Vlade Republike Slovenije za Slovence v zamejstvu in po svetu. Vodje Urada niso bili vedno ministri, ampak tudi državni sekretarji.
Trenutni minister je Matej Arčon.

## Seznam
1. vlada Republike Slovenije
- Janez Dular, član Izvršnega sveta Skupščine Republike Slovenije, zadolžen za vprašanja Slovencev po svetu in italijanske in madžarske narodnosti v Republiki Sloveniji (maj 1990 - maj 1992)

2. vlada Republike Slovenije
- Janko Prunk, minister za Slovence po svetu in narodnosti v Sloveniji (maj 1992 – december 1993)

3. vlada Republike Slovenije
- Peter Vencelj, državni sekretar (januar 1993 - marec 1997)

4. vlada Republike Slovenije
- Mihaela Logar, državna sekretarka (junij 1997 - junij 2000)

5. vlada Republike Slovenije
- Zorko Pelikan, državni sekretar (junij 2000 - december 2000)

6. vlada Republike Slovenije
- Magdalena Tovornik, državna sekretarka (december 2000 - marec 2002)

7. vlada Republike Slovenije
- Iztok Simoniti, državni sekretar (marec 2002 - januar 2003)
- Črtomir Špacapan, državni sekretar (januar 2003 - september 2003)
- Jadranka Šturm Kocjan, direktorica Urada (december 2003 – december 2004)

8. vlada Republike Slovenije
- Franc Pukšič, državni sekretar (december 2004 – november 2005)
- Zorko Pelikan, državni sekretar (december 2005 – november 2008)

9. vlada Republike Slovenije
- Boštjan Žekš, minister (november 2008 - februar 2012)

10. vlada Republike Slovenije
- Ljudmila Novak, ministrica (10. februar 2012 – 20. marec 2013)

11. vlada Republike Slovenije
- Tina Komel, ministrica (10. marec 2013 - 13. februar 2014[4])
- Gorazd Žmavc, minister (13. februar 2014[5] - 18. september 2014)

12. vlada Republike Slovenije
- Gorazd Žmavc, minister (13. september 2014 - 13. september 2018)

13. vlada Republike Slovenije
- Peter Jožef Česnik, minister (13. september 2018 - 13. marec 2020)

14. vlada Republike Slovenije
- Helena Jaklitsch, ministrica (13. marec 2020 - 1. junij 2022)

15. vlada Republike Slovenije
- Matej Arčon, minister (1. junij 2022 - danes)